# レロスのペレキュデース
レロスのペレキュデース（古代ギリシア語 Φερεκύδης ὁ Λέριος, Pherekýdēs ho Lerios、ペレキュデース・ホ・レリオス： 紀元前6世紀末-前5世紀）は、『スーダ』によれば、レーロス島出身の古代ギリシアの歴史家（historian）で、"第75オリンピア紀（紀元前480年-477年）以前" に生きた。

## 著作
レーロスのペレキュデースは、
1. 『レロスについて』（Περὶ Λέρου、Peri Lerou）
2. 『イーピゲネイアについて』（Περὶ Ἰφιγενείας、Peri Iphigeneiās）
3. 『ディオニューソスの祝祭について』（Περὶ τῶν Διονύσου ἑορτῶν、Peri tōn Dionysou heortōn）

の三つの著作を著した。
『スーダ』は、彼とアテーナイのペレキュデースを別人と見なしているが、おそらく同一人物である